# Parra (Guanajuato)
Parra es una localidad del estado mexicano de Guanajuato. Es parte del municipio de Cortazar.

## Demografía
| Gráfica de evolución demográfica |
|                                  |

| Censo | Población |
| ----- | --------- |
| 1900  | 146       |
| 1910  | 255       |
| 1921  | 215       |
| 1930  | 215       |
| 1940  | 216       |
| 1950  | 297       |
| 1960  | 392       |
| 1970  | 629       |
| 1980  | 745       |
| 1990  | 888       |
| 2000  | 1 041     |
| 2010  | 1 114     |
| 2020  | 1 096     |